# Globo Ciência
Globo Ciência foi um programa de ciências exibido pela TV Globo, e retransmitido pelo Canal Futura. É parte das iniciativas da Fundação Roberto Marinho. Estreou em 20 de outubro de 1984, sob o comando de Eduardo Tornaghi.
Em julho de 1985, com apresentação de Luciana Villas Boas e Sérgio Brandão, o programa investiu em ciência e tecnologia. Na nova fase, o Globo Ciência investiu na prestação de serviços, com informações sobre cursos, eventos e seminários, e inaugurou uma seção em que eram lidas cartas de telespectadores. Em setembro de 1985, Sérgio Brandão assumiu a direção e, por influência da votação da Constituinte, entraram na pauta do programa, questões de interesse nacional como saúde, energia, produção de alimentos e planejamento familiar.
Em março de 1987, o diretor e apresentador repórter Sérgio Brandão, o cinegrafista Marcelo Alexim e o roteirista Júlio Rodrigues viajaram para a Antártida, onde acompanharam o trabalho de pesquisadores brasileiros na Estação Comandante Ferraz, localizada na Baía do Almirantado.
O programa, em 1991, passou a ser exibido aos domingos de manhã. Sérgio Brandão permanecia como diretor geral e as reportagens – feitas por Erika Franziska e Luiz César Barata, sob a coordenação jornalística de Lacy Barca.
Em 1992, a jornalista Anna Terra passou a comandar o programa que passou a ter 1 ou 2 reportagens. No quadro Palavra de Cientista, especialistas de diversas áreas da ciência davam depoimentos sobre assuntos pertinentes à sua profissão. Em Ciência e Saúde, o telespectador ficava sabendo como cuidar melhor do organismo e como detectar e tratar doenças. Já o quadro Como Funciona explicava em detalhes desde fenômenos naturais até o mecanismo do barômetro e a técnica da reciclagem de lixo.
Em outubro de 1995, voltou a ser exibido aos sábados de manhã. Durante uma temporada, o programa se chamou Globo Ciência Saúde e foi dividido em dois blocos. O primeiro trazia a reportagem principal, com ênfase no caráter educativo, abordando temas como gravidez na adolescência, projetos para atender comunidades ribeirinhas, métodos para combater cefaléia e o papel dos agentes comunitários de saúde em favelas.
O segundo bloco apresentava quadros variados. Profissão: Cientista acompanhava o cotidiano de profissionais da área de saúde. Saúde e Sabor dava dicas de alimentação; Resolva, soluções para questões de disciplinas do vestibular. O quadro Em Casa oferecia noções de primeiros-socorros para casos de acidentes domésticos e era ilustrado pelos personagens do desenho animado Família Brasil.
Nessa nova fase, o Globo Ciência tinha como editor responsável, o jornalista Fritz Utzéri. A apresentação era dos atores Lui Mendes e Isabel Fillardis. Utilizando uma linguagem dramaturgica, em 1997, o programa passou a contar com os atores Luís Fernando Petzhold, Tatiana Issa, Leandra Leal, Patrick de Oliveira e Jaime Leibovitch. Em 1998, os atores Antônio Rocco e Tathyane Goulart assumiram a apresentação do Globo Ciência. Em 1999, o programa teve toques de dramaturgia. O cenário do programa se passou em uma redação, onde os jovens estudantes Théo (Oberdan Júnior) e Alice (Sabrina Rosa) e o artista gráfico Gabriel (Daniel Lobo) elaboravam reportagens sobre assuntos de ciência e saúde, com a ajuda dos cientistas Mila (Paloma Riani) e Galileu (Charles Paraventi). O físico Marcelo Gleiser também participou dessa fase do programa. Em 2000, o cineasta Adolfo Rosenthal assumiu a direção do programa, que passou a contar, também, com os atores Márcio Kieling e Fernanda Azevedo.
A atração também foi exibida nos canais educativos TV Cultura e TVE Brasil.
Em 3 de setembro de 2011, passou a fazer parte do bloco Globo Cidadania, apresentado pela jornalista Sandra Annemberg, que terminou no dia 2 de agosto de 2014, sendo substituído pelo Como Será?, que estreou no dia 9 de agosto de 2014.

## Sobre
O Globo Ciência normalmente fala sobre assuntos estudados por cientistas famosos e reestudados por brasileiro de uma forma bem descomplicada (fácil de entender por pessoas comuns inclusive crianças).